# Acanceh
Acanceh là một đô thị thuộc bang Yucatán, México. Năm 2005, dân số của đô thị này là 14312 người.